# Odessza
Odessza (ukránul Одеса [ˈɔdɛsa] (odesza); oroszul Одесса [ɐˈdʲes(ː)ə] (magyarosan ogyessza)) város Ukrajna Odesszai területén, az Odesszai járásban. Területi és járási székhely. Odessza város alkotja önmagában Odessza községet. Ukrajna harmadik legnépesebb városa és egyik legfontosabb kereskedelmi központja, jelentős tengeri kikötő és közlekedési csomópont az ország délnyugati részén, a Fekete-tenger északnyugati partján. Az Odesszai érseki exarchátus székhelye. 2014-től a városban található az Ukrán Haditengerészet fő támaszpontja. A város erős mediterrán jelleg jellemzi, épületeiben francia és olasz hatással. Népessége 2020-ban kb. 1 millió fő volt.

## Etimológia
A város nevének eredete ma is vitatott. Az egyik történet szerint amikor II. Katalin cárnő felvetette a település elnevezésének kérdését, valaki az itteni régi görög kolónia neve alapján az Odesszosz nevet javasolta. Mivel azonban a birodalom déli részén az összes településnév hímnemű volt, a cárnő elhatározta, hogy a nevet nőnemű változatban fogadja el. Ez a történet több szempontból is valószínűtlennek tűnik.
A másik elbeszélés szerint az Odesza/Ogyessza név egy szójáték eredménye, melynek eredete a cári udvarban általánosan elterjedt francia nyelvre megy vissza. A francia assez d’eau (bőséges víz, elég a vízből) egybecseng a hagyomány szerinti egykori görög kolónia nevével, mivel a város is egy hatalmas víz mellett fekszik.
Ismeretes egy harmadik változat is. Amikor II. Katalin cárnő felvetette a település elnevezésének kérdését, az egyik livóniai tábornok az Odesszosz nevet hallva felsóhajtott: Ó dessza – ami lettül kolbászt jelent. Az a-ra végződő szó, mivel azt a cárnő az Odesszosz női változatának hitte, annyira megtetszett, hogy a vitát azonnal lezárta.
Bárhogy volt is, a névben mindenképpen az ősi görög kolónia neve jelenik meg újra.

## Földrajz

### Fekvése
A város délnyugat Ukrajnában, a Fekete-tenger partján a Dnyeszter torkolatától 31 km-re északra, a fővárostól, Kijevtől 443 km-re délre a tengerre néző teraszos domboldalakon fekszik, az ország legnagyobb tengeri kikötője és az Odesszai terület székhelye.

### Éghajlat
Odesszában nedves kontinentális éghajlat uralkodik (Köppen-osztályozás: Dfa), a félszáraz éghajlat (BSk) és a párás szubtrópusi éghajlat (Cfa) határvonala között.
Jellemzően száraz, hideg telek vannak, de Ukrajna nagy részéhez képest viszonylag enyhék, mivel a hőmérséklet ritkán esik −10 °C alá. Tengerparti elhelyezkedése megakadályozza a jelentős havazást. A város szinte soha nem szembesül a tenger befagyásának jelenségével. Viszonylag hosszú tavaszok; meleg, időnként nagyon meleg nyarak jellemzők. Köd leggyakrabban január–március között alakul ki, zivatarok júniusban és júliusban.
| Hónap                                    | Jan. | Feb. | Már. | Ápr. | Máj. | Jún. | Júl. | Aug. | Szep. | Okt. | Nov. | Dec. | Év   |
| ---------------------------------------- | ---- | ---- | ---- | ---- | ---- | ---- | ---- | ---- | ----- | ---- | ---- | ---- | ---- |
| Átlagos max. hőmérséklet (°C)            | 2,2  | 2,7  | 6,6  | 13,0 | 19,5 | 24,0 | 27,0 | 26,5 | 21,0  | 15,0 | 8,4  | 3,7  | 14,2 |
| Átlagos min. hőmérséklet (°C)            | −2,8 | −2,6 | 1,0  | 6,6  | 12,1 | 16,3 | 18,5 | 18,2 | 13,5  | 8,6  | 3,2  | −1,2 | 7,7  |
| Átl. csapadékmennyiség (mm)              | 34   | 37   | 32   | 27   | 36   | 49   | 47   | 39   | 41    | 35   | 41   | 35   | 453  |
| Havi napsütéses órák száma               | 77   | 80   | 125  | 186  | 265  | 291  | 314  | 302  | 240   | 169  | 77   | 57   | 2183 |
| Forrás: Pogoda.ru , NOAA (sun 1961–1990) |      |      |      |      |      |      |      |      |       |      |      |      |      |

## Demográfia

### Népességváltozás
| Lakosok száma | 1 010 326 | 1 009 145 | 1 014 900 | 1 017 000 | 1 016 500 | 1 010 783 | 1 011 494 | 1 013 159 | 1 015 826 | 1 010 537 |
|               | 2010      | 2011      | 2013      | 2014      | 2015      | 2017      | 2018      | 2019      | 2021      | 2022      |

### Etnikumok
A 19. század nagy részében és egészen a 20. század közepéig Odesszában a legnagyobb etnikai csoportot az oroszok, a második legnagyobb etnikai csoportot pedig a zsidók tették ki.
A II. világháború idejétől, de főleg a Szovjetunió szétesésétől az ukránok kerültek túlsúlyba.
A 2001-es népszámláláskor Odessza lakosságának többségét (62 %) az ukránok tették ki, a fő etnikai kisebbséget pedig az oroszok adták (29 %).

## Története
Kezdetek
Odessza területe már a bronzkorban is lakott volt, az i. e. 7. századtól görög kolóniák álltak itt.
Középkor
A mai Odessza helyén a 14. században krími tatár település állt, mely Chadžibėjus néven a Litván Nagyfejedelemség uralma alatt volt. A települést törökül Hacibeynek (Khajibei, Khadzhibei vagy Gadzhibei), oroszul Hadzsibejnek (Хаджибей) hívták. 1529-ben török uralom alá került.
Újkor
A 18. század közepén a törökök Hacibey mellett felépítették Yeni-Dünya (’új világ’) erődjét. Az orosz–török háborúban a José de Ribas vezette orosz-kozák csapatok 1789. szeptember 25-én elfoglalták Hadzsibejt és Jeni-Dunja erődjét.

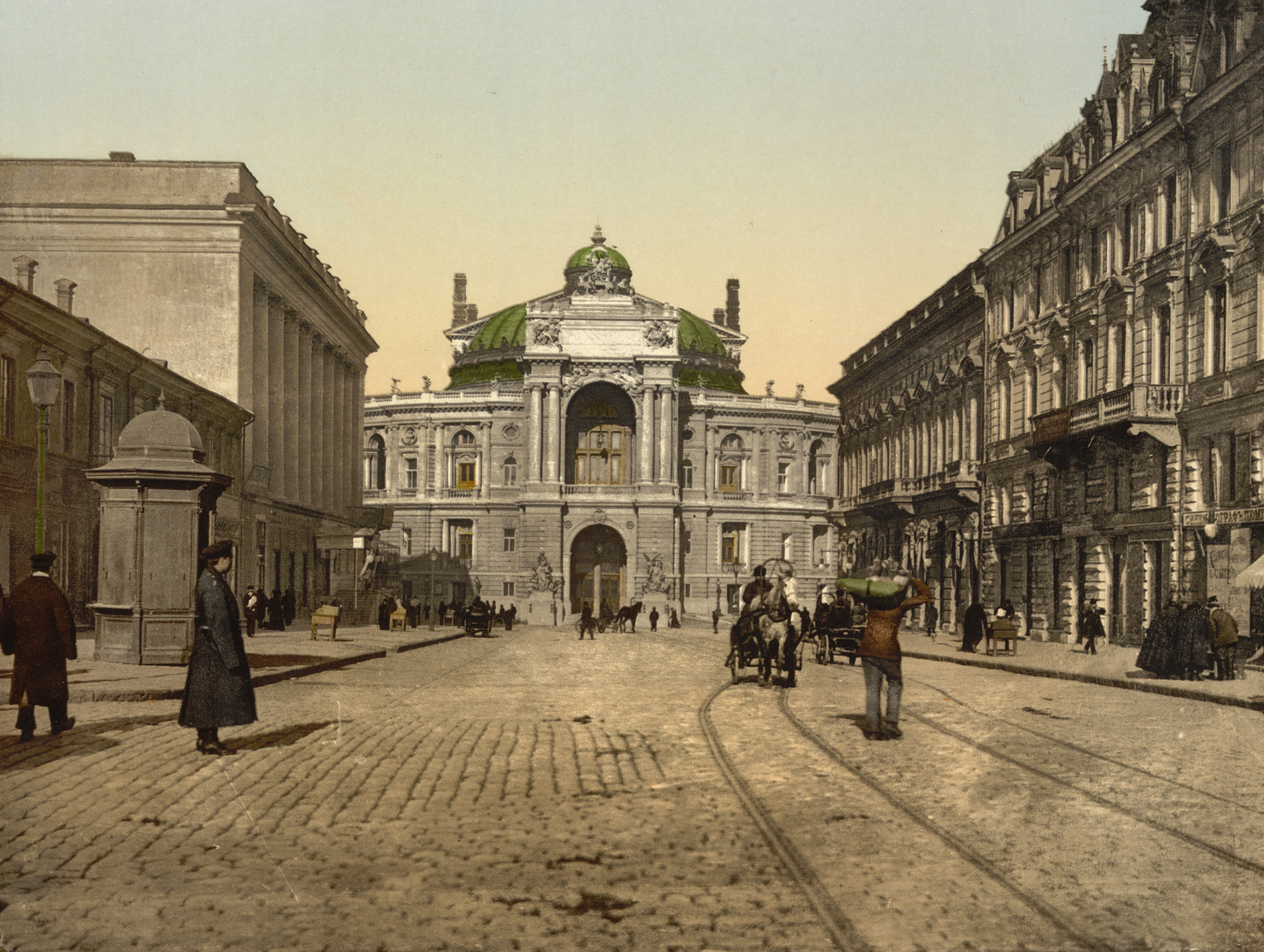
A Richelieu utca az operaházzal a 19. században

A mai várost hivatalosan 1794-ben alapították, miután 1792-ben a jászvásári békében Oroszország megszerezte a területet, és Novorosszija, azaz Új-Oroszország néven a cári birodalomhoz csatolta. 1795 januárjában a török Hacibey nevet Odesszára változtatták. Az új város csakhamar gyors fejlődésnek indult, melyben nagy szerepe volt Armand-Emmanuel du Plessis-nek, Richelieu hercegének, aki 1803 és 1814 között a város kormányzója volt. A herceg a francia forradalom elől menekült Oroszországba, és harcolt II. Katalin hadseregében a törökök ellen. Őt tartják a város egyik alapítójának, mivel nemcsak megtervezte, hanem teljes infrastruktúrával fel is építette azt.

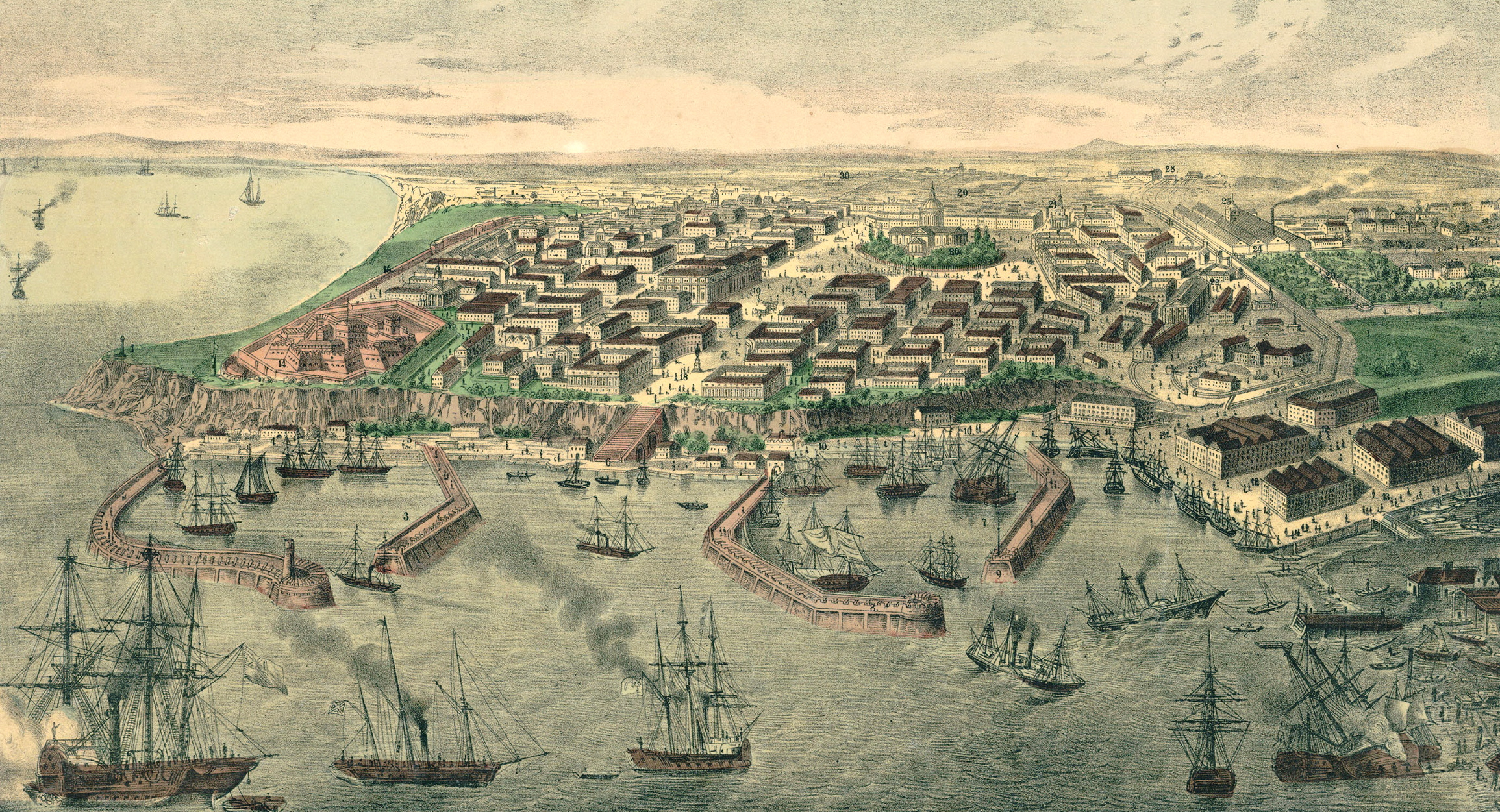
Odessza látképe (1850)

1819-ben a város szabadkikötői státuszt kapott, amit 1879-ig gyakorolt. Otthona lett a legkülönbözőbb nemzetekből származó embereknek. Éltek itt oroszok, ukránok, zsidók, görögök, bolgárok, albánok, olaszok, franciák, németek és sok más európai nemzet kereskedői és fiai. Ezt tükrözi a város térképe is, melyen a legkülönbözőbb népek elnevezése olvasható. 1834-ben itt adták ki az első ukrán nyelvű könyvet. Odessza fejlődését megakasztotta az 1853-ban kitört krími háború, amelynek során a brit és francia hadiflotta ágyúzta a várost. A károkat gyorsan helyrehozták, és a kereskedelem növekedésével Odessza lett Oroszország legnagyobb gabonaexportáló kikötője. 1866-ban a várost elérte a vasút, amely összekötötte Kijevvel, Harkivval éppúgy, mint a romániai Jászvásárral (Iași). A 19. században a városban nagy zsidó közösség alakult ki. Bár a zsidók állandó üldöztetésnek voltak kitéve, 1897-re már a lakosság 37%-át alkották. A legnagyobb pogromok 1821-ben, 1859-ben, 1871-ben, 1881-ben és 1905-ben voltak. Sok zsidó elmenekült, főként az 1881. évi pogromot követően Palesztinába, és a város a cionizmus egyik fő bázisa lett.
20. század
1905-ben a városban munkásfelkelés tört ki, melyhez csatlakozott az orosz Patyomkin cirkáló legénysége is. A felkelésnek a nagy orosz filmrendező, Szergej Eisenstein Patyomkin páncélos című filmje állított örök emléket. A filmművészet máig egyik legnevezetesebb filmkockái azok, amelyeken a cári karhatalom a kikötőhöz vezető nagy lépcsősoron halomra lövi a tüntető tömeget. Ugyan a mészárlás a valóságban nem a lépcsőkön, hanem csak annak közelében történt, a filmnek köszönhetően a lépcsősor az egyik legfőbb turistalátványosság Odesszában. Az 1917. évi Októberi Szocialista Forradalom és az első világháború vége között a város többször cserélt gazdát. Elfoglalták a fehérek, a vörösök és a franciák is, végül a Vörös Hadsereg vette át az ellenőrzést, és 1920-ban az Ukrán Szovjet Szocialista Köztársaság része lett és a Szovjetunióhoz csatlakozott.

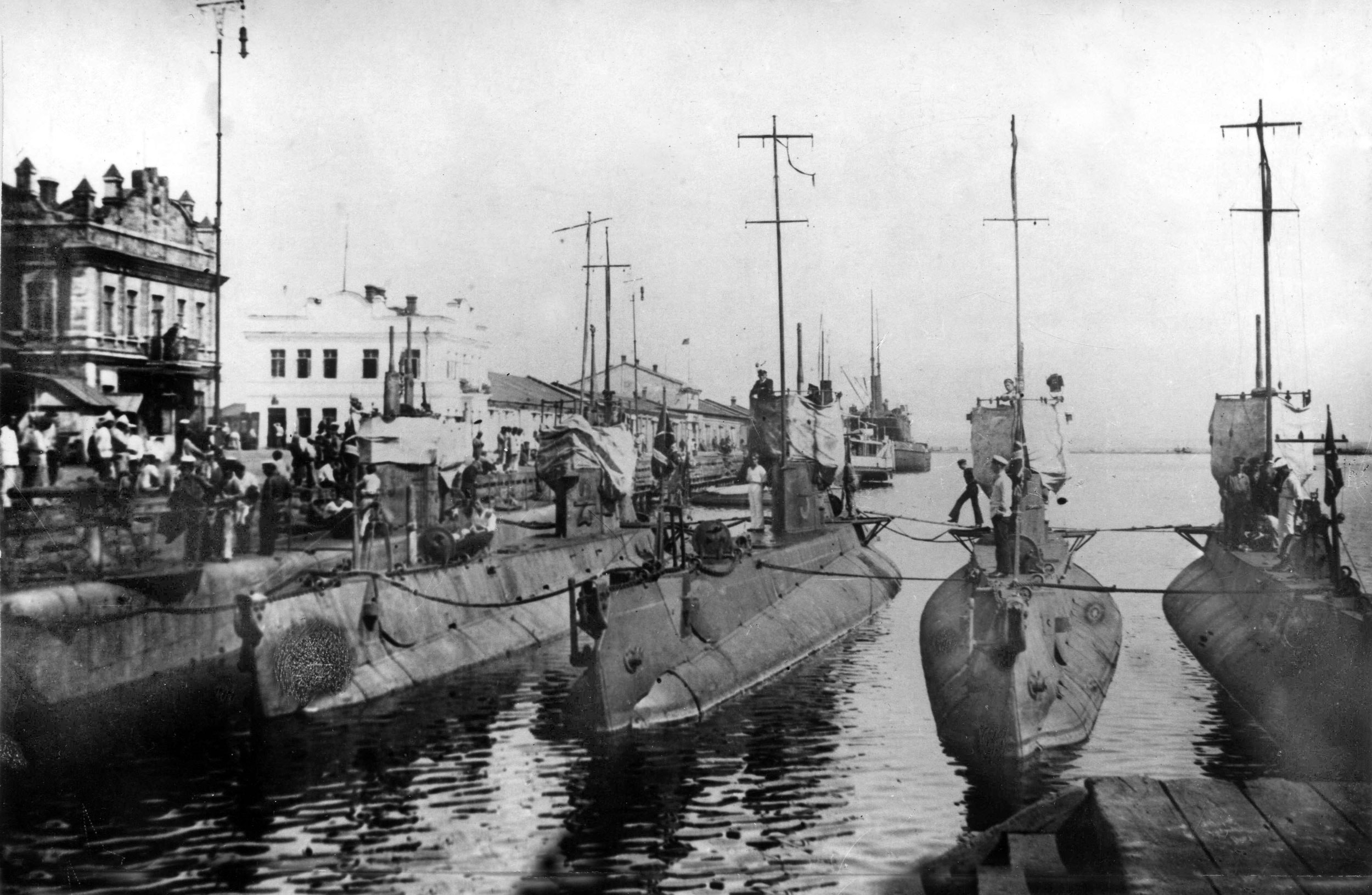
A szovjet Fekete-tengeri Flotta Morsz osztályú tengeralattjárói Odesszában (1930–1932)

A háború következtében 1921–1922-ben Odessza népét nagy éhínség sújtotta. A második világháborúban 1941. augusztus 7-én a várost elfoglalta a román és a német hadsereg. A város maga is súlyos károkat szenvedett és sok halottja volt. A németek és szövetségeseik mintegy 60 000 ogyesszai lakost – főként zsidót – deportáltak vagy mészároltak le (lásd: Odesszai mészárlás). A város egész negyedei dőltek romba a harcok során. Odessza volt az első szovjet város, mely 1945-ben megkapta a hős város címet.
Az 1960-as és 1970-es években a város hatalmas fejlődésen ment át. A 70-es évektől kezdődően az ogyesszai zsidók többsége Izraelbe vagy az Amerikai Egyesült Államokba emigrált, de nagy ogyesszai közösségek alakultak ki Moszkvában és Leningrádban is.
21. század
A város lakói nagyrészt a hajógyártásban, a vegyiparban, a kohászatban, az élelmiszer-termelésben, a halászatban és a finomiparban dolgoznak. Odessza egyúttal Ukrajna legjelentősebb kikötője, tengerészeti bázisa lett.
2022. április 23-án az orosz csapatok cirkálórakétákkal bombázták a várost. A város katonai infrastruktúrája és több lakóépületet is megsérült.
2022 májusában több alkalommal orosz precíziós irányítású légi rakéták találtak el lakóépületeket és a repülőteret. Megsérült a Voroncov-palota is.

## Nevezetességei

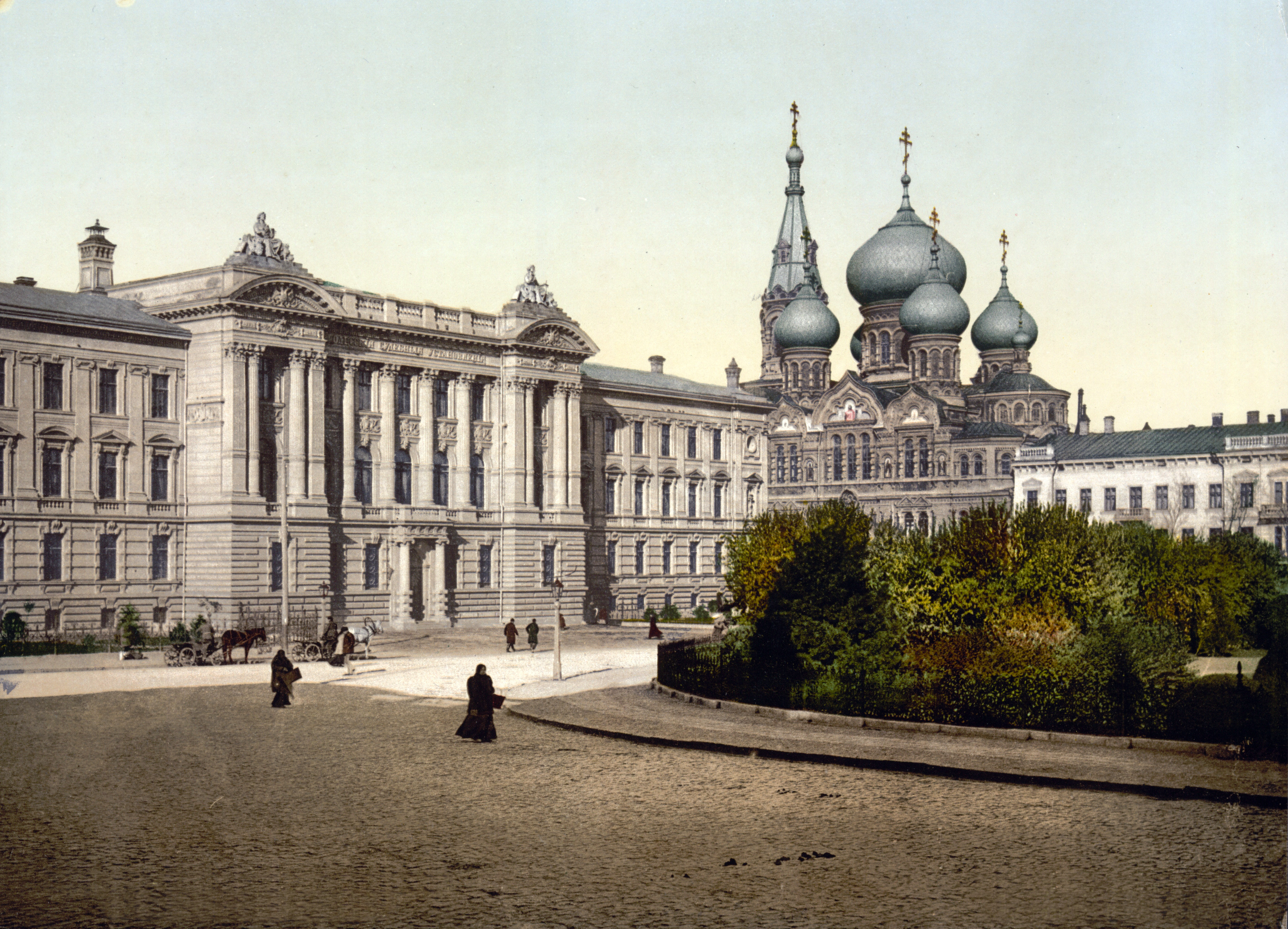
A belváros az 1890-es években

- A város régi épületei mészkőből épültek. Az egykori mészkőbányákat nemsokára a város alóli mészkőkitermelés váltotta fel. Ezek a föld alatti aknák szövevényes labirintust képeznek, különleges turistalátványosságként, ezeket nevezik odesszai katakombáknak. Bár a föld alatti túrák nem tiltottak, mégis önálló vállalkozásként életveszélyesek, mivel a járatok nincsenek teljesen feltérképezve, irgalmatlanul szerteágazóak és hosszúak és a végzetes eltévedés veszélyét rejtik magukban. A labirintus léte a fő oka annak, hogy a városban nem épült ki a földalatti vasúthálózat.

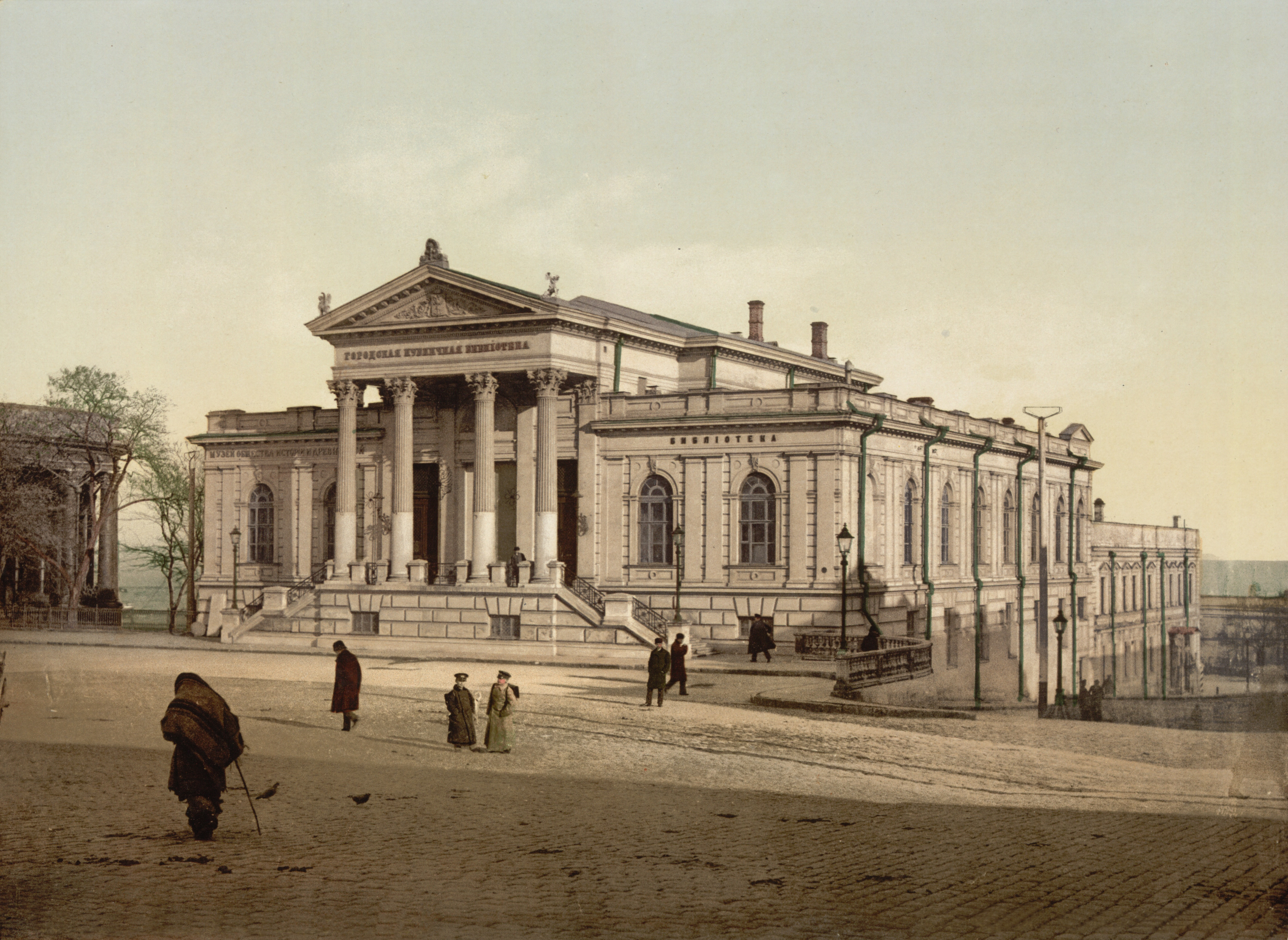
A Régészeti Múzeum épülete 1900 körül

- Régészeti, várostörténeti, irodalmi, képzőművészeti, tengerészeti múzeumai vannak.
- Operaháza 1887-ben épült a bécsi Fellner és Helmer cég tervei alapján eklektikus, neobarokk stílusban. A nagy reneszánsz kori színház még mindig otthona számos előadásnak. Az első operát 1810-ben nyitották meg és 1873-ban leégett. A luxus csarnok rokokó stílusú. Azt mondják, hogy hála a különleges akusztikának még egy suttogás is hallható a színpadról a színházterem bármely részén. A legutóbbi felújítás a színházon 2007-ben volt. A színházat a Drezdai híres Semperoper mintájára építették 1878-ban. A színház Odessza központjában van, itt található II. Katalin orosz cárnő szobra is, amely szintén a város főbb nevezetességeinek egyike.
- A városban ma is állnak és látogathatók az egykori gazdag családok, a Tolsztojok, a Voroncovok és a Potockiak palotái.

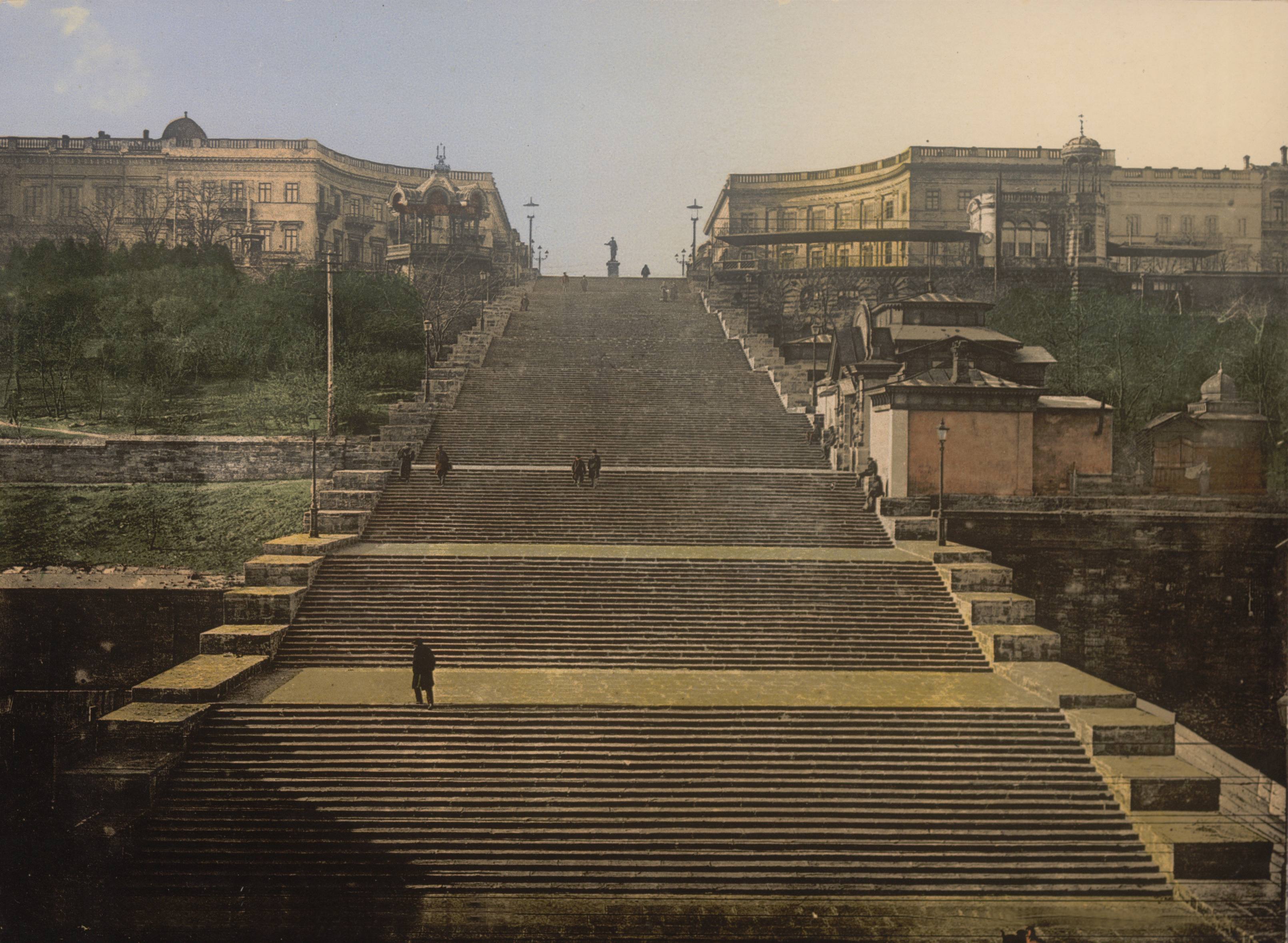
A Patyomkin-lépcsők a 19. században

- Patyomkin lépcső: Odessza legismertebb szimbóluma (Primorszki lépcső) egy hatalmas lépcsősor kelti azt az illúziót, hogy a tetején csak a sor nagy lépcsőinek egy része látszik, míg az alul minden lépcső úgy tűnik, hogy egyesítve egy gúlát alkot. Az eredeti 200 lépcsővel (jelenleg csökkent 192-re) ez volt a célja az olasz építésznek, Francesco Boffónak. 1837 és 1841 között épült.
- Voroncov palota a legfőbb munkája az olasz építésznek , Francesco Boffónak, ez a 19. századi palota és oszlopsor, amely az odesszai főkormányzó, Semjonovics Mihály Voroncov herceg számára készült .
- Deribaszovszkaja utca : Egy vonzó sétáló sugárút, névadója José de Ribas (1749-1800) (oroszul:  Ио́сиф (О́сип) Миха́йлович Дериба́с), nápolyi születésű, spanyol származású admirális, aki az orosz haditengerészet színeiben részt vett az orosz-török háborúban, Odessza alapítója. A Deribaszovszkaja utca híres egyedi karakteréről, pazar építészetéről, sok-sok ember kényelmesen ülhet az itt található kávézók, bárok, éttermek teraszain. Tökéletes macskakő burkolata van. Nincs gépjármű forgalom és nagy lombos hársfák szegélyezik.

### Humor
Széles körben elterjedt állítás szerint Odessza a világ humor-fővárosa. Ennek jegyében 1968 óta minden év április elsején megrendezik a nemzetközi humorfesztivált. A hajdani Szovjetunióban Odesszában április elseje munkaszüneti nap volt.

## Híres odesszaiak
- Iszaak Babel író
- Misa Elman hegedűművész
- Jefim Geller sakknagymester
- Emil Gilelsz zongoraművész
- Ilf és Petrov írók
- Valentyin Katajev író
- Lenny Krayzelburg úszó olimpiai bajnok
- Rogyion Malinovszkij marsall
- Nathan Milstein hegedűművész
- David Ojsztrah hegedűművész
- Szvjatoszlav Richter zongoraművész
- Andrej Visinszkij ügyész
- Mélovin énekes-dalszerző
- Grigorij Ivanovics Rosszolimo orvos, pszichiáter

## Testvérvárosai
- Magyarország, Szeged 1957
- Franciaország, Marseille 1972
- Olaszország, Genova
- Amerikai Egyesült Államok, Baltimore 1974
- Örményország, Jereván
- Japán, Jokohama
- Románia, Konstanca
- Izrael, Haifa
- Moldova, Chișinău
- Ciprus, Nicosia
- Spanyolország, Valencia